# Raúl Aguirre Camacho
Raúl Gavino Aguirre Camacho (*Distrito de San José de Lourdes,  San Ignacio, Perú, 10 de mayo de 1957 - ), es un veterinario y político peruano. Exalcalde  de la Provincia de San Ignacio.

## Biografía
Raúl Aguirre Camacho realizó sus estudios primarios en el Centro Educativo Ricardo Palma en San José de Lourdes , y los secundarios en el  Colegio Tito Cusi Yupanqui de San Ignacio. Estudió Medicina Veterinaria en la Universidad Nacional Pedro Ruiz Gallo, entre 1976 y 1982. Desde octubre del 2003 es Coordinador de la Universidad Alas Peruanas; también es Director de la UGEL San Ignacio desde enero de 2010.
Se inicia su participación política como alcalde del Concejo Provincial de San Ignacio, para el período 1993-1995, como representante de UNIR en la alianza Izquierda Unida, siendo reelecto como independiente, para el  periodo 1996-1998, y luego por Movimiento Independiente Somos Progreso, para el periodo siguiente 1999-2002.
En las elecciones regionales y municipales del Perú de 2010 postula al cargo de Regidor por el Movimiento Regional Fuerza Social.